# テクレ・ハワリアト・テクレ・マリヤム
テクレ・ハワリアト・テクレ・マリヤム（英語: Tekle Hawariat Tekle Mariyam、アムハラ語: ተክለ ሐዋርዓት ተክለ ማሪያም、1884年6月 - 1977年4月）は、エチオピア帝国の貴族、政治家、外交官、軍人、劇作家。アムハラ人。「ヤング・ジャパナイザー」と呼ばれる、明治維新を参考とした近代化を支持した20世紀初頭のエチオピアの知識人の一人。
10・20代のほとんどを欧州で過ごし、帰国後は伝統主義的な貴族との軋轢がありながらも、近代化に務めた。アディスアベバ市長、ジジガ市長、チェーチェル州知事、財務大臣、国際連盟代表等を務めた。
リジ・イヤスを巡る宮廷内の権力闘争にはザウディトゥ支持に回るもその後すぐ関係が悪化。ザウディトゥと対立するラス・タファリ（後のハイレ・セラシエ1世）側に付くも権威主義的な体制を築こうとするラス・タファリと対立し、溝が出来ていった。
1931年には憲法起草に取り掛かり、大日本帝国憲法を基に近代的な憲法の制定に成功した。第二次エチオピア戦争後は各地を転々としながら1956年にようやく帰国の途に就く。その後は農家として暮らし、1977年に92歳で死去した。

## 経歴

### 生い立ち
1884年6月、シェワ地域ギシェ小教区で聖職者の貴族の家庭に生まれる。アムハラ人。生まれる前に父が亡くなったため、母のほか叔父と兄に育てられた。6歳のときに、エチオピア正教会系の学校に入学。9歳までの間にゲエズ語の読み書きを覚え、奉神礼の作法なども覚えた。その後もゲネ（宗教的な詩歌）やゼマ（教会音楽）を学んだり、アムハラ語を習得したりした。その後ハラール総督 ラス・マコネンやその他皇族に紹介され、特にラス・マコネンに気に入られる。
同年、兄のゲブレツァディクと共にハラールへ引っ越し、ラス・マコネンの家に滞在した。滞在中に、ラス・マコネンやほかの貴族と親しい関係となる。
10歳の時、第一次エチオピア戦争が勃発。エチオピア軍に入隊した。この時テクレ・ハワリアトは11歳の時に当時高価であったウィンチェスターライフルと弾薬150発を持ち、「150人のイタリア人を殺す」と意気込んでいたという。

ラス・マコネンも同行した。兄ゲブレツァディクも従軍していたが戦死した。ゲブレツァディクの死後、ラス・マコネンは寵愛するテクレ・ハワリアトは守りたいという意思が強くなり、前線に訪れていたロシア使節団のニコライ・レオンチェフに幼いテクレ・ハワリアト（負傷したかは不明）を預けた。その際ラス・マコネンはレオンチェフにこう述べたという：
私はあなたを信頼できる方だと思っております。この少年をあなたにお託ししますので、ロシアへ連れて行き、教育を施していただけますでしょうか。この少年は非常に優れた才能を持っています。

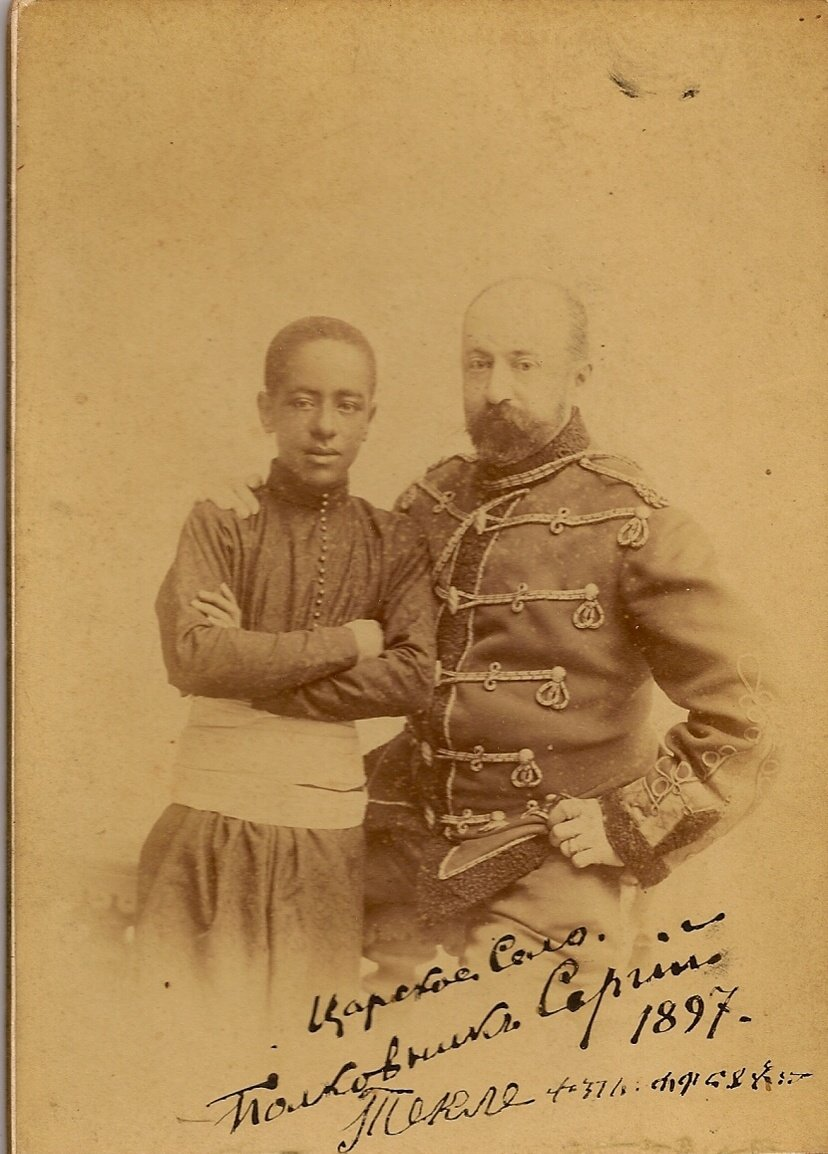
ロシアで撮った写真（1897年）

その後テクレ・ハワリアトは使節と共にロシアに渡った。家庭教師からある程度教育を受けた後に、1900年に聖ミハイル軍学校で、1904年から1907年まえミカイロフスカヤ砲兵学校で軍事学を学んだ。その他、ヨーロッパの文化や農法も学んだ。テクレ・ハワリアトの学習意欲はすさまじく、教師は驚かせられたという。また1905年にはロシア帝国陸軍に入隊し、大佐まで昇進した。1909年、エチオピアに一時帰国。しかし西洋と比べエチオピアが大きく後れを取っていることを痛感。その後フランスやイギリス、イタリアに渡り農法についてより詳しく学んだ。当時は、劇場に通いつめることで英語を学んでいたという。

### 帰国後の動向
1912年、帰国。帰国時のエチオピアの状況を、テクレ・ハワリアトはこう記している：
一方は封建制のもとで頑固なオリガーキーが支配し、もう一方は教条主義的な聖職者が支配し、その下に無学な市民がいる
帰国早々アディスアベバの市長に就任したテクレ・ハワリアトは、ジブチ・エチオピア鉄道の施設事業に着手した。その後、イギリスの探検隊に同行してタナ湖を探検するなどした。しかし、「進取の気性に富むが、独立心が強すぎる」としてすぐ解任される。
その後サーリエ・マリアム・ネガトゥと結婚。政治家・劇作家・小説家として活躍するギルマチャウ・テクレ・ハワリアト含む8人の子供を育てた。

当時テクレ・ハワリアトが問題視していたのは、「皇帝にリジ・イヤス（帝位継承権第一位）が即位すること」であった。歴史家であるハロルド・マーカスは、リジ・イヤスについてこう表している：
頭は良いが、衝動的で残虐。好色だが、抑鬱に加え自己中心的な性格。政治的には無能。
最初はイヤスに対して好意的に接していたとされている。しかしある日イヤスは、ハラールにあったテクレ・ハワリアトの家に何の前触れもなく入り、リビングに掛けられた絵を見て、絵が何を意味するのかを説明するよう求めたという。これにテクレ・ハワリアトは叱責。
陛下、陛下であっても臣下の家に無断で入るのは許されません。そして、たとえ入ったとしても、陛下には客としてふるまい、主人のもてなしを謙虚に受け入れる義務があります。
と述べた。これにイヤスは突然インク壺を手に取り、テクレ・ハワリアトの頭にインクをかけた。この時、テクレ・ハワリアトはこう感じたと自伝に記している：
それまで私は陛下に忠実に仕えていたが、その瞬間、私はこう思った。この男はエチオピアの皇帝であり続けるべきではない。陛下は支配の中心に己の軽薄さを持ち込み、理性的な政府の運営というものを完全に放棄している、と。
一方でイヤスに対抗していた帝位継承権第三位のラス・タファリについてはこう記している：
ラス・タファリが皇位継承者として私たちに紹介された日、私は戦争大臣の椅子の後ろに立っていた。ラス・タファリは正装を着て、皇子用の冠をかぶり、部屋に入ってきた。その後彼は戦争大臣のところへ歩み寄り、大臣の足にキスをした。ラス・タファリを挑発しようと私はこう尋ねた。「あなたは本当に、その細い肩でエチオピアのような大きな国を支えることができると思っているのですか？」ラス・タファリはただ穏やかに微笑んでこう答えた。「あなたのような方々が導いてくださるので、私はすべてが簡単かのように感じるかもしれませんね」
政治学者であるアスファ＝ウォッセン・アセラーテは上記のような会話から、イヤスと比べるとラス・タファリは非常にうまく立ち回っていたと記している。最終的にテクレ・ハワリアトは明確にイヤスを批判するようになり、帝位継承権第二位ザウディトゥの支持に回った。その後、イヤスは「ムスリムとキリスト教徒の共存」という壮大な計画を打ち出しイスラーム寄りの行動を行った結果、貴族・国民共に非難轟々の嵐となった。結果僅か3年で廃位に到った。 イヤスの退位について、このように自伝に記している：
ある日、イヤス5世（皇帝としての名）は「もしエチオピアをムスリムにしようとしないのであれば、私はイヤスではない」と述べた。（中略）また、1916年にディレ・ダワを訪れたときには、そこにあったローマ・カトリック教会に足を踏み入れ、ミサが行われているときに火をつけてタバコを吸い始めた。（中略）イヤス5世は帝位には全く適しておらず、退位は帝国の存続と人々の利益のためには必然的であった。
一方で政争が終わってもなお宮廷内の派閥争いは続いた。

### ジジガ市長
1917年、ジジガ市長に就任。当時エチオピアは穀物などを税として徴収していたが、不定期的かつ地域ごとに異なって集められていた。そのため、近代化政策の一環として定期的かつ正確に徴収を行うように改革を推し進めた。一方で一部の地元有力者からの反発があった。
その後ムスリムによって破壊された教会の修繕事業や、盗まれた聖櫃の奪還などでキリスト教徒からの支持を得ていたほか、約720ヘクタールの土地を居住地と商業区、軍用地などに分けるなど都市計画にも着手していた。
1920年、ジジガ市長を辞任。業務効率化を巡る官僚のリストラで、家臣と対立したことが原因とされている。

### 演劇
1916年から1921年までのどこかで（正確な年数は不明）、テクレ・ハワリアトは「Fabula: Yawreoch Commedia（訳: 「寓話:動物の喜劇」）」という戯曲を執筆。劇作家デビューする。本作品はアフリカ初の近代劇となっている。当時、テクレ・ハワリアトが欧州で見たような演劇がエチオピアで見れないことに嘆いていたことが、執筆のきっかけとされている。
内容はジャン・ド・ラ・フォンテーヌの寓話を基にアムハラ語で書かれた、ミュージカルのように歌や踊りも入ったコメディー作品。詳しい内容も上演場所も判明していないが、宮廷内の派閥争いを風刺している場面があったと言われている（かなりわかりにくいように入れていたという）。なぜ風刺を入れたかは定かではないが、以下のような、エチオピア特有の演劇に対する見方や、政治事情が絡み合ったことが要因とされている：
- 演劇の話に皮肉や風刺を入れるというのはアフリカでは当時よくある手法であった
- 演劇（伝統的なもの）はよく政治的なメッセージを発信するのに用いられた
- テクレ・ハワリアトらから支持を得ていた近代化推進派のラス・タファリと、伝統主義派のザウディトゥとは対立していた
- 政治の実権はラス・タファリが持っていた
- 当時他の高官と共に、公にザウディトゥ批判を行っていた

上演の際にはザウディトゥも観客として来ており、風刺した演出に気づき激怒。上演を即座に禁止した。しかしテクレ・ハワリアトは、持っていた地位や国民からの評判などから、処刑には至らなかった。

### チェーチェル州知事
1923年、チェーチェル州知事に就任。ジジガ知事時代同様、都市計画に着手。チェーチェル州全域についてラス・タファリがガルト（絶対的所有権）を持っているとし、すべての土地を測量した。結果的に面積は東部が30.37ヘクタール、西部が43.30ヘクタールと算出された。ほか、アバ・ブルガス（領主）は排除され、州内の農民は政府の指揮下に置かれた。ほか州都をアセベ・テフェリに移し、整備を行った。結果アセべ・テフェリは「モデル都市」「エチオピアで最も計画的に整備された町の一つ」と称賛されるに至った。
また、チェーチェル州はコーヒー産業が有名であった。まだ開拓が進んでいないチェーチェル州の土地をハラールの住民は購入しようとしていたが、テクレ・ハワリアトは経済的利益の確保のため、土地購入者が土地を使用する際の税を従来の6倍に引き上げた。結果、ハラールの住民は土地購入を諦めた。
その他、カート根絶を最重要事業とした。これには、コーヒー産業の発展という目的の他、カートはムスリムの嗜みでありキリスト教徒からは背教の象徴とみなされていたからある。テクレ・ハワリアトは「カートを引き抜き、コーヒーを植えろ」と命じたり、「カートを噛めば生産性は低下し、繁殖能力は減少し、精神疾患の発症の増加を引き起こす」との話を広めた。さらに栽培を抑制する為カートを栽培する農民や、売人には税を課した。結果、税収が劇的に増加し、軍事予算などに捻出された。
しかし、マルケグナ（地方の統治者たち）は農民の反乱を恐れラス・タファリにテクレ・ハワリアトの政策を止めさせるように訴えたり、そもそも隣のハラールなどでカートが普通に嗜まれていることから、中々利用者は減らず最終的にカート根絶事業は中止された。また、アディスアベバ・ジブチ鉄道が開通したことに伴い、イギリス領ソマリランドやフランス領ソマリランドには多くのカートが輸出された。
カート根絶事業を除きチェーチェル州での改革の多くは成功したものの、伝統主義的な貴族は好ましく思っておらず、いくつかの罪状で告訴を行った。最終的に1928年、「州の予算を横領し私腹を肥やした」として実刑判決が下り、1万ブルの罰金・半年間の懲役刑を宣告された。

### 国憲起草
出所後ザウディトゥが崩御し、ラス・タファリがハイレ・セラシエ1世として皇帝に即位する。ハイレ・セラシエ1世は即位早々近代化政策に踏み切った。憲法制定を急ぐハイレ・セラシエ1世は、欧米での経歴などから考えてテクレ・ハワリアトに憲法草案の作成を命じた。最初は断っていたものの折れ受諾。ハイレ・セラシエ1世は大日本帝国憲法・ドイツ帝国憲法・イタリア王国憲法・大英帝国憲法の写しを渡した。
テクレ・ハワリアトはゲダム・ウォルデジオージス（知識人）らと大日本帝国憲法を基にした憲法草案の作成に取り掛かった。そして「皇帝への権力集中」を盛り込みながらも「国家、国民、法と言った西洋的な概念」も取り込むことに成功した。
自伝でテクレ・ハワリアトは、最初は断っていたのにも関わらず最終的に受け持った理由は以下の2点であるとしている：
- 帝政の維持（憲法は継承問題が発生した場合にエチオピアの統一を維持するために必要だという考え）
- 国民の権利の保護（権利を憲法で保護することによりやっと、国民は西洋的な方法で公教育を受け、公共生活の進歩・政治参加の進歩の基礎が築かれるという考え）

最終的に憲法は1931年7月16日に制定された。
制定後、憲法の重要性を知らせるため貴族を集めて集会が行われた。テクレ・ハワリアトは集会で、文書の内容とその基となった憲法法律の理論を説明し、立憲主義について教えた。

### 財務大臣・国際連盟代表
憲法制定後は財務大臣に任命され効率化を推進するも、その進歩主義的な姿勢は一部から反感を買い、すぐに解任された。因みに効率化にはハイレ・セラシエ1世も反対しており、以来双方は対立するようになる。解任後は国際連盟のエチオピア代表に任命された。

エチオピアの歴史学者であるバフル・ゼウデは、以下のように分析している：
他の皇族との関係が悪かったことを考えれば、テクレ・ハワリアトが（財務大臣の）次にエチオピア代表に任命されたことは、あまり驚くべきことではない
1934年、イタリア領ソマリランドとの国境で戦闘が勃発。ワルワル事件である。欧州各国に平和的解決を求めたが、イギリス・フランスは協力的な態度を見せなかった。翌年1月、仏英はイタリア・エチオピア両国への武器の輸出を停止することを発表した。
この禁輸措置はイタリアにはほぼ意味がなかった一方で基の国力が低いため禁輸措置により国防面で大打撃を食らってしまう。国際連盟の介入をテクレ・ハワリアトは繰り返し訴えていたが、ベニート・ムッソリーニ伊統帥の圧力によりフランス政府は「エチオピアの保護措置は行わない」と発言した。
コンスタンティン・フォン・ノイラート独外務大臣によるとジュネーヴ（国際連盟本部所在地）でテクレ・ハワリアトはこう論じたという：
この禁輸措置は、国際連盟の二つの加盟国の間の不平等な立場をより際立たせている。一方は全能であり侵略の準備に全てを投じていると言っている。もう一法は弱く平和的で国際的な義務を守ろうとしているにもかかわらず、その領土と存続を守るための手段を奪われている。
しかし1935年9月11日、サミュエル・ホーア英外務大臣は立場を変えないことを誓い、状況はエチオピアにとって悪化する一方であった。テクレ・ハワリアトは戦争はもはや避けられないと考えるようになり、ハイレ・セラシエ1世に軍隊の訓練を急ぐよう伝えた。しかし中々有効な手を打たないハイレ・セラシエ1世とは関係が大幅に悪化。最後に偶々列車であった際の印象については以下のように語っている：
彼はエチオピアの裏切り者で、臆病者だ。亡命後も皇帝の称号を持ち続けるのには値しない人物だ。
ジュネーヴ滞在中の1935年10月3日、イタリアがエチオピアに侵攻を開始。第二次エチオピア戦争が開戦する。しかし1年もかからずアディスアベバは陥落。ハイレ・セラシエ1世は国外逃亡し終戦を迎えた。

### 余生
イタリア軍占領後も貴族を中心とした抵抗活動に参加した。その後ジブチに逃れ、次いでアデン植民地に渡り、1937年9月にはケニア植民地に移った。3ヶ月間の訪問許可は受諾されたものの、再定住は当局に断られ、最終的にフランス領マダガスカルで暮らすようになる。エチオピアが解放後も数年間はマダガスカルで過ごしていた。
1956年、エチオピアに帰国。ハラルゲ州で農業に専念するようになる。
1977年、病死（病名は不明）。享年92歳。